# Anders Gustrin
Anders Finneve Gustrin, född 9 mars 1944 i Engelbrekts församling i Stockholm, död 11 december 2000 i Sankt Johannes församling i Stockholm, var en svensk jurist och företagsledare.
Anders Gustrin var son till major Elof Gustrin och Eva-Britt, ogift Andersson, samt sonson till Axel Gustrin. Efter avlagd juris kandidat-examen vid Lunds universitet 1970 gjorde han sin tingstjänstgöring 1971–1973 och var bankjurist hos Svenska Handelsbanken 1973–1975. Han var sedan knuten till Sveriges Allmänna Restaurangaktiebolag (SARA) där han var bolagsjurist 1976–1977, ansvarig för affärsutveckling 1980–1982 samt VD och koncernchef 1983–1987. Under ett uppehåll från företaget 1978–1979 tjänstgjorde han hos Digital Equipment Corporation. Gustrin var sedan VD för Procordia Fastigheter AB 1988–1989 samt ordförande och VD för Gustringruppen från 1990.
Gustrin var gift första gången 1967–1975 med Ann Sandberg, andra gången från 1976–1989 med Marie-Louise Lindgren och tredje gången från 1990 till sin död med Alexandra Charles. Han är begravd på Norra begravningsplatsen utanför Stockholm.